# 히코시마정
히코시마정(彦島町)은 야마구치현 도요우라군에 있던 정이다. 

## 역사
- 1889년 4월 1일 - 정촌제 시행에 의해 도요우라군 히코시마촌이 성립하였다.
- 1921년 10월 1일 - 정으로 승격해 히코시마정이 되었다.
- 1933년 3월 20일 - 시모노세키시에 편입, 동일 히코시마정이 폐지되었다.

## 참고문헌
- 『市町村名変遷辞典』東京堂出版、1990年